# Melchior Ołdakowski
Melchior Ołdakowski herbu Rawicz (ur. przed 6 stycznia 1767, zm. 17 maja 1838 w Bajkach Zalesiu) – sędzia ziemski bielski, poseł bielski na sejm grodzieński (1793), członek konfederacji grodzieńskiej 1793 roku. Od 1817 do 1837 roku wybierany marszałkiem szlachty powiatu białostockiego. 
Odznaczony Orderem św. Włodzimierza 4 klasy.